# Shenzhou 13
Shenzhou 13 (Chinees: 神舟十三号; pinyin: Shénzhōu Shísān-hào) is een Chinese ruimtevlucht die op 15 oktober 2021 werd gelanceerd. De vlucht markeert de achtste bemande Chinese ruimtevlucht en de dertiende vlucht van het Shenzhouprogramma. Aan boord van het ruimtevaartuig waren drie taikonauten op de tweede vlucht naar de Tianhe kernmodule, de eerste module van het Tiangong ruimtestation. De ruimtevlucht was de eerste van een aantal missies met een duur van 6 maanden (180 dagen). 

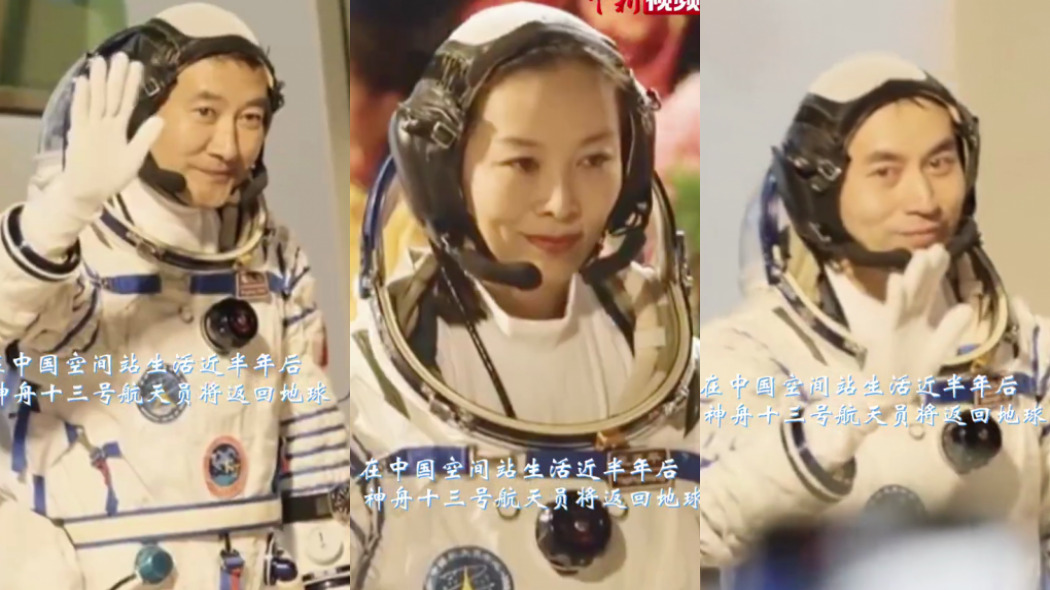
Bemanningsleden Shenzhou 13

## Missieverloop
Het ruimtevaartuig werd op 15 oktober 2021 om 16:23:56 UTC gelanceerd met een Lange Mars-2F draagraket vanaf de Lanceerbasis Jiuquan in de Gobiwoestijn gelegen in de Volksrepubliek China. Na ongeveer zes en een half uur vliegen kwam het aan bij het Tiangong ruimtestation. 
De missie meerde aan bij de Tianhe-kernmodule op 15 oktober 2021 om 22:56 UTC. De bemanning betrad de Tianhe-kernmodule later op 16 oktober 2021 om 01:58 UTC als de tweede expeditie naar het Tiangong-ruimtestation. 
Gedurende de Shenzhou 13 missie stond Shenzhou 14, die in 2022 een missie naar Tiangong-ruimtestation zal uitvoeren, gereed voor eventuele calamiteiten. Bij een noodgeval had Shenzhou 14 met een doorlooptijd van 8.5 dag gelanceerd kunnen worden.
Op 15 april 2022 keerde het ruimtevaartuig terug naar aarde en landde succesvol in de Gobiwoestijn

### Ruimtewandelingen
Op 7 november 2021 hebben Zhai Zhigang en Wang Yaping een zes uur durende ruimtewandeling gemaakt vanuit het Tiangong-ruimtestation. Hiermee was Wang Yaping de eerste Chinese vrouwelijke taikonaut die een ruimtewandeling heeft volbracht. Tijdens de Shenzhou 7-missie in 2008 heeft Zhai Zhigang als eerste mannelijke taikonaut een ruimtewandeling gemaakt.
Op 26 december 2021 heeft de bemanning van Shenzhou-13 een tweede ruimtewandeling uitgevoerd waarbij de taikonauten Zhai Zhigang en Ye Guangfu de kernmodule van Tianhe hebben verlaten voor een wandeling van zes uur. Ondertussen bleef Wang Yaping in het station om te assisteren. Voor Ye Guangfu was dit de eerste ruimtewandeling. Tijdens de werkzaamheden moesten de taikonauts aanpassingen aan een externe camera uitvoeren, een voetsteunplatform installeren en verschillende methoden voor beweging van objecten buiten het station testen.

## Bemanning
| Positie         | Ruimtevaarder                      |
| --------------- | ---------------------------------- |
| Commandant      | Zhai Zhigang, CNSA 2e ruimtevlucht |
| Operator        | Wang Yaping, CNSA 2e ruimtevlucht  |
| Systeemoperator | Ye Guangfu, CNSA 1e ruimtevlucht   |

## Volgende missie
Hierna volgde op 9 mei 2022 een onbemande vrachtbevoorradingsmissie (Tianzhou 4) naar het Tiangong-ruimtestation.
De volgende missie in het kader van het Shenzhouprogramma wordt uitgevoerd door de bemande Shenzhou 14.
Ruimtevaartuig: Shenzhou · Tianzhou

Onbemand: Shenzhou 1 · Shenzhou 2 · Shenzhou 3 · Shenzhou 4 · Shenzhou 8

Bemand afgerond: Shenzhou 5 · Shenzhou 6 · Shenzhou 7 · Shenzhou 9 · Shenzhou 10 · Shenzhou 11 · Shenzhou 12 · Shenzhou 13 · Shenzhou 14 · Shenzhou 15 · Shenzhou 16 · Shenzhou 17 · Shenzhou 18

Bemand bezig: Shenzhou 19

Bemand gepland: Shenzhou 20 · Shenzhou 21

Gerelateerd: Tiangongprogramma · Tiangong 1 · Tiangong 2 · Tiangong ruimtestation · Lijst van bemande expedities naar het ruimtestation Tiangong · Lange Mars (raketfamilie) · Lanceerbasis Jiuquan